# سافاری در حال چرخش (فیلم)
سافاری در حال چرخش (به انگلیسی: Swinging Safari) فیلمی محصول سال ۲۰۱۸ و به کارگردانی استفان الیوت است. در این فیلم بازیگرانی همچون گای پیرس، کایلی مینوگ، رادا میشل، جولین مک‌مان، اشر کدی، جرمی سیمز، دارسی ویلسون، جیکوب الوردی و جک تامپسون ایفای نقش کرده‌اند.